# David Boaz
David Boaz (Mayfield, 29 agosto 1953 – Contea di Arlington, 7 giugno 2024) è stato un politologo statunitense.

## Biografia
Laureatosi all'Università Vanderbilt, divenne redattore della rivista The New Guard per la Young Americans for Freedom, movimento studentesco nato negli anni '60 come alleanza fra conservatori tradizionalisti e libertariani.
Nel 1981 entrò a far parte del Cato Institute. Il suo libro Libertarianism: A Primer pubblicato nel 1997, fu definito dal Los Angeles Times come "un manifesto ben strutturato delle idee libertarie".
I suoi interventi pubblici riguardarono tematiche quali: la libertà educativa di scelta e di insegnamento, la depenalizzazione e legalizzazione delle droghe, una politica estera non interventista, la diffusione del libertarianismo mediante le emittenti radio-televisive nazionali, un modello di società a tendere proposto da Bush (chiamato ownership society) incentrato sulla libertà economica, la responsabilizzazione del singolo individuo e la proprietà privata.
Pubblicò articoli con il Wall Street Journal, il Washington Post, il Los Angeles Times, la rivista semestrale National Review e Slate, oltre ad essere ospite di vari programmi radiotelevisivi, quali: Politically Incorrect in onda sulla ABC,  Crossfire della CNN, Talk of the Nation e All Things Considered  della NPR, con apparizioni su Fox News Channel, BBC, Voice of America e Radio Free Europe.
Fu vicepresidente del Cato Institute, think tank libertario con sede a Washington D.C., per il quale nel 2003 curò la pubblicazione del Cato Handbook for Congress, seguita due anni più tardi dal Cato Handbook on Policy.
Morì il 7 giugno 2024 all'età di 70 anni a causa di un tumore all'esofago.